# Zombicide
 (janvier 2018).

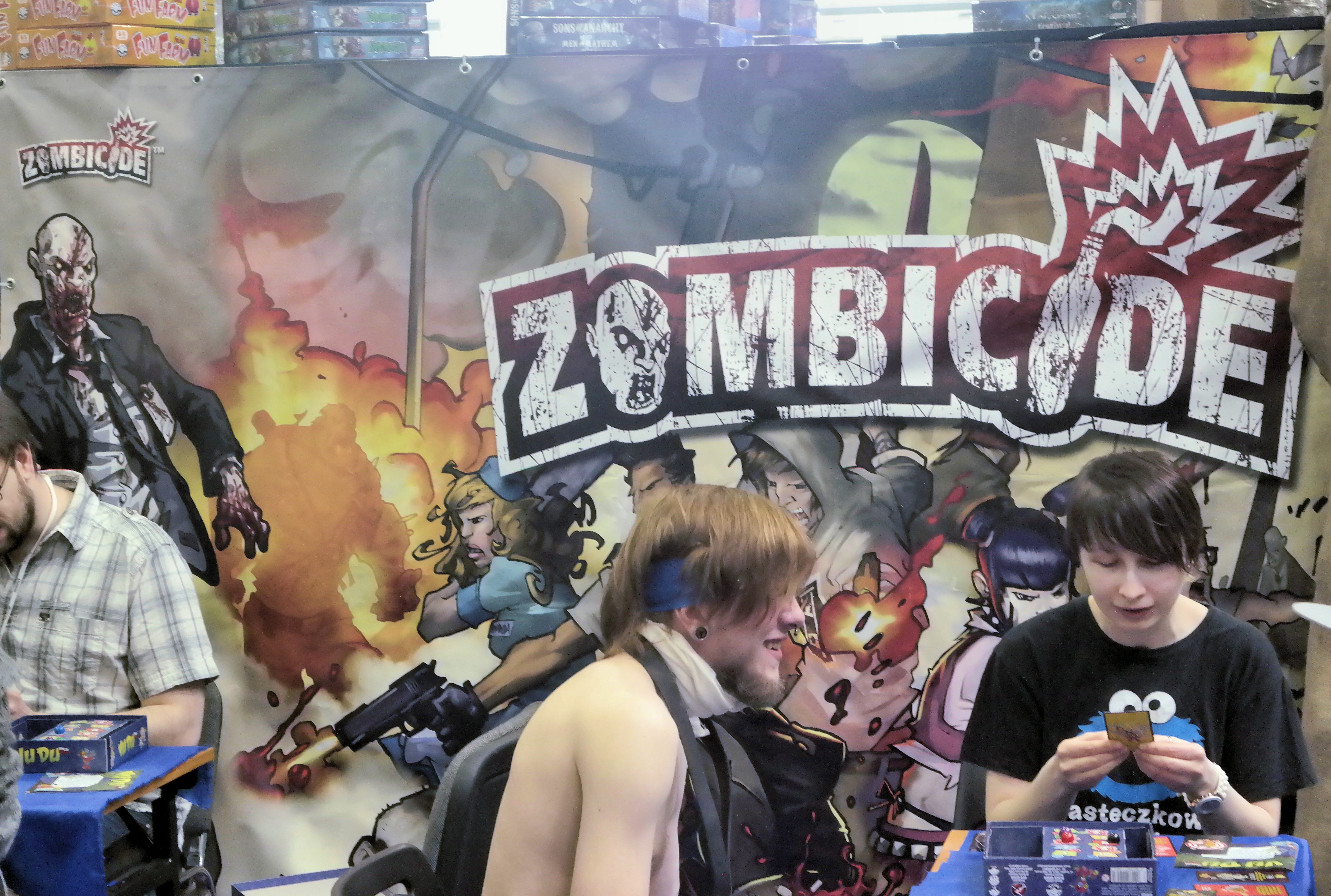
Zombicide, Pyrkon 2015

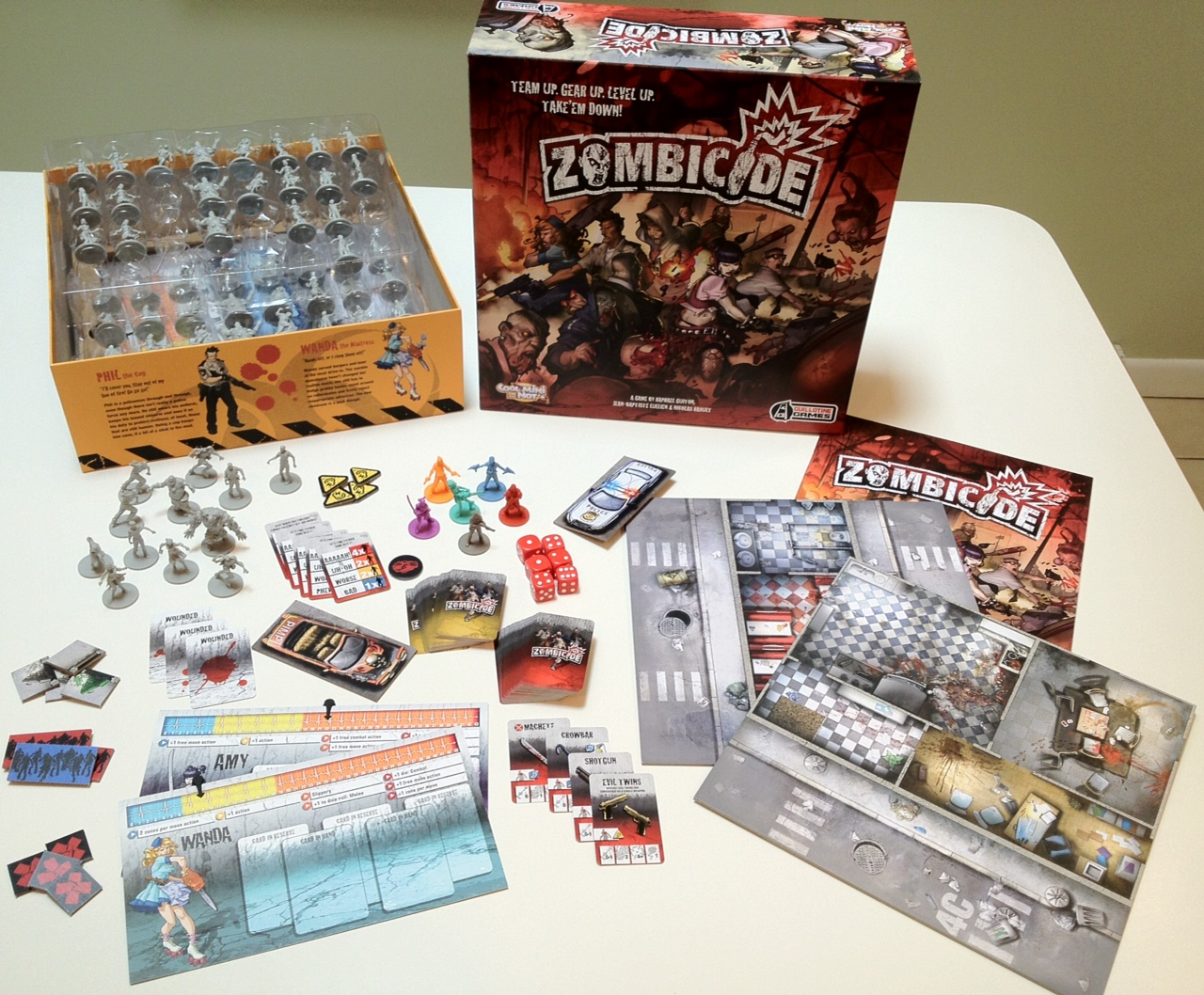
Zombicide - Saison 1 - Composition de la Boîte de Jeu

Zombicide est un jeu de société coopératif publié par Guillotine Games pour un à six joueurs, à partir de treize ans. Une partie dure de 30 minutes à 4 heures en fonction du scénario choisi.

## Principe de jeu
Zombicide est un jeu de plateau ayant pour thème la survie dans un monde infecté de zombies. Après avoir sélectionné un scénario (officiel, non officiel ou de sa création), chaque joueur contrôle de un (jeu à six joueurs) à quatre (jeu en solo) survivants, des humains pris au piège dans une ville infestée de zombies. Chaque personnage a des capacités spéciales pouvant être activées au cours de la partie. Plus le joueur débloque des capacités spéciales, plus de zombies arrivent sur le plateau de jeu.
Les figurines de Zombicide sont faites en plastique dur, et peuvent être peintes.
De nombreuses actions sont possibles dans Zombicide. Lorsque le joueur est entouré par les morts-vivants, il peut selon la version du jeu construire des barricades pour les empêcher de l'attraper. Il peut aussi trouver un chien errant (disponible en extension) et en faire son compagnon, fouiller dans les bâtiments pour trouver des armes, rentrer dans les voitures pour trouver des armes ou les conduire pour renverser des zombies, ou même tuer l'abomination en se fabriquant un cocktail molotov.
En fonction des extensions achetées, le joueur peut affronter plusieurs types de zombies : des zombies toxiques, des zombies berserker, des zombies skinner, des zombies seeker, des chiens zombies et même des corbeaux zombies. Chacune de ces figurines est représentée par une couleur de socle différente.
Il s'agit de coopérer entre survivants pour survivre, ensemble. Tous les joueurs gagnent ensemble s'ils réussissent à atteindre l'objectif, ou perdent ensemble s'ils sont entourés par les morts-vivants, bien que les objectifs puissent varier selon les scénarios.
La popularité du jeu initial, lancé par un financement participatif sur le site Kickstarter, a permis le développement de nouveaux spin-offs nommées "saisons", renommant ainsi de facto le jeu original en "Saison 1".

## Jeux et extensions

### Zombicide Classic
Zombicide est d'abord composé d'un jeu, d'une saison, dans l'époque moderne.
La saison 2 (Prison Outbreak), ainsi que la saison 3 (Rue Morgue), peuvent être jouées en autonome ou en complément.
Les extensions sont Toxic City Mall (pour la saison 1 et 2), et Angry Neighbors (pour saison 3).
Il y a également d'autres petites boites.
Zombicide 2nd Edition est également disponible depuis 2021.
Chaque saison, extension, boite de contenu additionnel, sont complémentaires. On peut donc utiliser ce que l'on veut en ayant plusieurs contenus.

### Zombicide Fantasy
Zombicide existe également dans un univers fantasy. Le premier jeu, nommée Black Plague, est sortie en 2016. Il conserve les mécanismes généraux du jeu original, avec quelques ajouts et changements propres à ce nouvel opus. Il apporte notamment son lot de nouveaux survivants, issus de toutes les classes sociales de l’ère médiévale, et y ajoute même des races fantastiques comme les Elfes et les Nains.
Un autre jeu dans le même univers, Green Horde, est sortie en 2018. Avec de nouveaux survivants, on y affronte des hordes d'orcs zombies.
Plusieurs extensions et contenues additionnels sont également sortie, ajoutant de nouveaux survivants et types de zombies, de nouvelles mécaniques, et même de fidèles compagnons.
| Titre                                             | Type       | Année de sortie |
| ------------------------------------------------- | ---------- | --------------- |
| Black Plague                                      | Standalone | 2016            |
| Wulfsburg                                         | Extension  | 2016            |
| Green Horde                                       | Standalone | 2018            |
| No Rest for the Wicked                            | Extension  | 2018            |
| Friends and Foes                                  | Extension  | 2018            |
| White Death                                       | Standalone | 2024            |
| Teenage Mutant Ninja Turtles: Zombicide Timecrash | Extension  | 2024            |
| Eternal Empire                                    | Extension  | 2024            |

### Zombicide SciFi
"Zombicide : Invader" est une version futuriste de Zombicide. Elle possède 2 extensions, Black Ops et Dark Side (préquel).
Ce nouveau jeu prend place sur la planète PK-L7 où les survivants doivent s'unir pour combattre une invasion de Xenos, une espèce extraterrestre. Celui-ci, par l'esthétique de ses figurines, parodie les spaces marines de Warhammer 40.000.

### À noter
- Le site montre et explique le contenu de chacune des boites.
- Les figurines dans les boites ne sont pas peintes.